# Боевое (Крым)
Боево́е (до 1948 года Да́льняя Байбуга́; укр. Бойове, крымскотат. Uzaq Bay Buğa, Узакъ Бай Бугъа) — упразднённое село городского округа Феодосия Республики Крым (согласно административно-территориальному делению Украины — Феодосийский горсовет Автономной Республики Крым), располагавшееся в центре района, в степной части Крыма, примерно в 1 км к северо-востоку от центра современного села Насыпного, сейчас часть села севернее шоссе Симферополь — Феодосия. Название образовано от протекающей через село реки Байбуги.

## История
Впервые в доступных источниках селение встречается на карте 1836 года, на которой хутора Байбуга обозначены с 30 дворами, как и на карте 1842 года.
В 1860-х годах, после земской реформы Александра II, деревню приписали к Владиславской волости. На трёхверстовой карте Шуберта 1865—1876 года в хуторе Байбуга обозначено 56 дворов, на верстовке Крыма 1889 года — 52 двора с русским населением. По «…Памятной книжке Таврической губернии на 1892 год» в селении Байбуга дальняя, не входившей ни в одно сельское общество, числилось 299 безземельных жителей, домохозяйств не имеющих. По Статистическому справочнику Таврической губернии. Ч.II-я. Статистический очерк, выпуск пятый Феодосийский уезд, 1915 год, в селе Байбуга Дальняя Владиславской волости Феодосийского уезда числился 81 двор (все дворы безземельные) с русским населением в количестве 475 человек «посторонних» жителей, из которых 243 мужчины и 232 женщины. Жители землёй не владели, в хозяйствах имелось 148 лошадей, 12 волов и 81 корова.
После установления в Крыму Советской власти по постановлению Крымревкома от 8 января 1921 года была упразднена волостная система и село вошло в состав вновь созданного Владиславовского района Феодосийского уезда, а в 1922 году уезды получили название округов. 11 октября 1923 года, согласно постановлению ВЦИК, в административное деление Крымской АССР были внесены изменения, в результате которых округа ликвидировались и Владиславовский район стал самостоятельной административной единицей. Декретом ВЦИК от 04 сентября 1924 года «Об упразднении некоторых районов Автономной Крымской С. С. Р.» в октябре 1924 года район был преобразован в Феодосийский и село включили в его состав. Согласно Списку населённых пунктов Крымской АССР по Всесоюзной переписи 17 декабря 1926 года, в селе Байбуга Дальняя Насыпновского сельсовета Феодосийского района числилось 92 двора, из них 86 крестьянских, население составляло 406 человек, из них 403 русских и 3 украинцев. Постановлением ВЦИК «О реорганизации сети районов Крымской АССР» от 30 октября 1930 года (по другим сведениям 15 сентября 1931 года) Феодосийский район был упразднён и село включили в состав Старо-Крымского, а с образованием в 1935 году Кировского — в состав нового района.
После освобождения Крыма от фашистов, 12 августа 1944 года было принято постановление № ГОКО-6372с «О переселении колхозников в районы Крыма», и в сентябре того же года в район приехали первые переселенцы, 428 семей, из Тамбовской области, а в начале 1950-х годов последовала вторая волна переселенцев. С 1954 года местами наиболее массового набора населения стали различные области Украины. С 25 июня 1946 года селение в составе Крымской области РСФСР. Указом Президиума Верховного Совета РСФСР от 18 мая 1948 года Дальнюю Байбугу переименовали в Боевое. 26 апреля 1954 года Крымская область была передана из состава РСФСР в состав УССР. К 1960 году, поскольку в «Справочнике административно-территориального деления Крымской области на 15 июня 1960 года» селение уже не значилось, Боевое включили в состав Насыпного (согласно справочнику «Крымская область. Административно-территориальное деление на 1 января 1968 года» — в период с 1954 по 1968 годы).